# S.D.E.
S.D.E. è il secondo album in studio del rapper statunitense Cam'ron, pubblicato il 19 settembre 2000 dalla Epic Records.

## Tracce
1. Fuck You – 1:17 (Cameron Giles, Darrell Branch, Millie Jackson, Randy Klein)
2. That's Me (feat. Keisha "Honey" Cargill) – 4:38 (Cameron Giles, Edward Hinson Jr)
3. Whatever – 3:36 (Cameron Giles, Darrell Branch)
4. Do It Again (feat. Jim Jones & Destiny's Child) – 4:07 (Cameron Giles, Darrell Branch, Beyoncé Knowles, Joseph Jones)
5. Come Kill Me – 4:20 (Cameron Giles, Darrell Branch)
6. What I Gotta Live For – 3:23 (Cameron Giles, Darrell Branch)
7. Violence (feat. Ol' Dirty Bastard) – 3:35 (Cameron Giles, Darrell Branch, Russell Jones)
8. Skit – 1:26
9. Freak – 3:22 (Cameron Giles, Samuel Barnes, Jean-Claude Olivier, Larry Gates)
10. Double Up (feat. Juelz Santana) – 4:22 (Cameron Giles, Darrell Branch, LaRon James)
11. Losin' Weight (feat. Prodigy) – 3:54 (Cameron Giles, Darrell Branch, Albert Johnson, Joseph Jefferson, Charles Simmons, Richard Roebuck)
12. Sports, Drugs & Entertainment – 4:16 (Cameron Giles, Ronald Bowser, Leon Haywood, Marshall McQueen, Bill Williams, Darnell Scott, Christopher Wallace)
13. What Means the World to You (feat. Keema) – 4:39 (Cameron Giles, Armando Colon, Sting)
14. All the Chickens – 4:01 (Cameron Giles, Edward Hinson Jr)
15. Fuck You At (feat. Noreaga) – 4:05 (Cameron Giles, Darrell Branch, Victor Santiago)
16. Why No (feat. Freekey Zekey & Jim Jones) – 3:52 (Cameron Giles, Darrell Branch, Jim Jones, Ezekiel Jiles)
17. Where I'm From (feat. Dutch & Spade) – 3:34 (Cameron Giles, Darrell Branch)
18. Let Me Know – 4:14 (Cameron Giles, Darrell Branch)
19. My Hood (feat. Jim Jones) – 3:56 (Cameron Giles, Damon Blackman, Barrett Strong, Norman Whitfield)

Tracce aggiunte nella versione giapponese
1. What My Niggas Want (feat. Busta Rhymes) – 2:53 (Cameron Giles, Damon Blackman, Trevor Smith Jr.)
2. Teflon Hitz (feat. Juelz Santana) – 3:59 (Cameron Giles, Damon Blackman, LaRon James)

## Successo commerciale
S.D.E. ha esordito al 14º posto della Billboard 200 con 73 000 copie vendute, segnando il suo secondo album a raggiungere la top 20 della classifica statunitense. L'album è rimasto 9 settimane in classifica.

## Classifiche
| Classifica (2000) | Posizione massima |
| ----------------- | ----------------- |
| Stati Uniti       | 14                |